# Larciano
Larciano es una localidad italiana de la provincia de Pistoia, región de Toscana. A diciembre de 2020, tiene una población estimada de 6.322 habitantes.

Ubicación de la ciudad de Larciano dentro de la provincia de Pistoia.

## Deporte
En esta localidad se disputa anualmente la carrera ciclista Gran Premio Industria y Artigianato-Larciano.

## Evolución demográfica
| Gráfica de evolución demográfica de Larciano entre 1861 y 2001 |
|                                                                |
| Fuente ISTAT - Elaboración gráfica por parte de Wikipedia      |